# The Cube
The Cube es un programa de televisión británico, emitido en ITV, STV, UTV. El show empezó en agosto de 2009, con Phillip Schofield como presentador.

## Versiones internacionales
| País           | Título                       | Presentador/a            | Canal         | Premio máximo | Fecha de estreno               |
| -------------- | ---------------------------- | ------------------------ | ------------- | ------------- | ------------------------------ |
| Liga Árabe     | The Cube                     | Dhaffer L'Abidine        | Dubai TV      | 250,000 AED   | 2 de febrero de 2012           |
| China          | 梦立方                       | Cheng Lei                | Dragon TV     | ¥250,000      | 13 de mayo de 2012             |
| Alemania       | The Cube–Besiege den Würfel! | Nazan Eckes              | RTL           | €250,000      | 29 de abril de 2011            |
| Italia         | The Cube - La Sfida          | Teo Mammucari            | Italia 1      | €100,000      | 7 de septiembre de 2011        |
| Portugal       | O Cubo                       | Jorge Gabriel            | RTP           | €30,000       | 16 de mayo–11 de julio de 2010 |
| Rusia          | Куб                          | Dmitri Jaratián          | primera canal | 3,000,000 RUB | 30 de marzo de 2013            |
| Arabia Saudí   | المكعب                       | Faisal Al Issa           | Saudi TV 1    | SR250,000     | 24 de marzo–8 de julio de 2010 |
| España         | El Cubo                      | Raquel Sánchez Silva     | Cuatro        | €150,000      | 8 de febrero de 2012           |
| Ucrania        | Куб                          | Maksim Chmerkovskiy      | STB           | ₴250,000      | 21 de noviembre de 2011        |
| Ucrania        | Куб                          | Dmitry Tankovich         | STB           | ₴500,000      | 21 de noviembre de 2011        |
| Estados Unidos | The Cube                     | Neil Patrick Harris holi | CBS           | $500,000      | 2010 (Pilot)                   |

## El árbol de dinero

### La versión española
| Concurso | El costo de 1-84 ediciones | El costo de 85-86 ediciones |
| -------- | -------------------------- | --------------------------- |
| 1        | € 1 000                    | € 1 000                     |
| 2        | € 2 000                    | € 3 000                     |
| 3        | € 3 000                    | € 5 000                     |
| 4        | € 5 000                    | € 10 000                    |
| 5        | € 10 000                   | € 20 000                    |
| 6        | € 50 000                   | € 50 000                    |
| 7        | € 150 000                  | € 250 000                   |

### La versión británica
| Concurso | Precio    |
| -------- | --------- |
| 1        | £ 1 000   |
| 2        | £ 2 000   |
| 3        | £ 10 000  |
| 4        | £ 20 000  |
| 5        | £ 50 000  |
| 6        | £ 100 000 |
| 7        | £ 250 000 |